# 빅토르 벨렌코

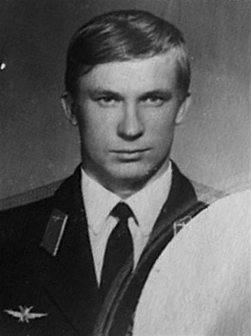

빅토르 벨렌코(본명: 빅토르 이바노비치 벨렌코, 러시아어: Виктор Иванович Беленко, 1947년 2월 15일 ~ 2023년 9월 24일)는 러시아 태생의 미국 항공우주 기술자이자 소련 조종사로, 1976년 MiG-25 "폭스배트" 제트 요격기를 조종하다가 서부로 망명했다. 일본 하코다테 공항에 상륙했다. 당시 중앙정보부 국장이었던 조지 H. W. 부시는 비행기를 가까이서 조사할 수 있는 기회를 서방에 대한 "정보의 대박"(intelligence bonanza)이라고 불렀다. 벨렌코는 나중에 미국 항공우주 엔지니어가 되었다.